# Eanus costalis
Eanus costalis là một loài bọ cánh cứng trong họ Elateridae. Loài này được Paykull miêu tả khoa học năm 1800.